# Passandra kasiae
Passandra kasiae is een keversoort uit de familie Passandridae. De wetenschappelijke naam van de soort is voor het eerst geldig gepubliceerd in 1987 door Slipinski.